# Курган Конда-Ґобьояма

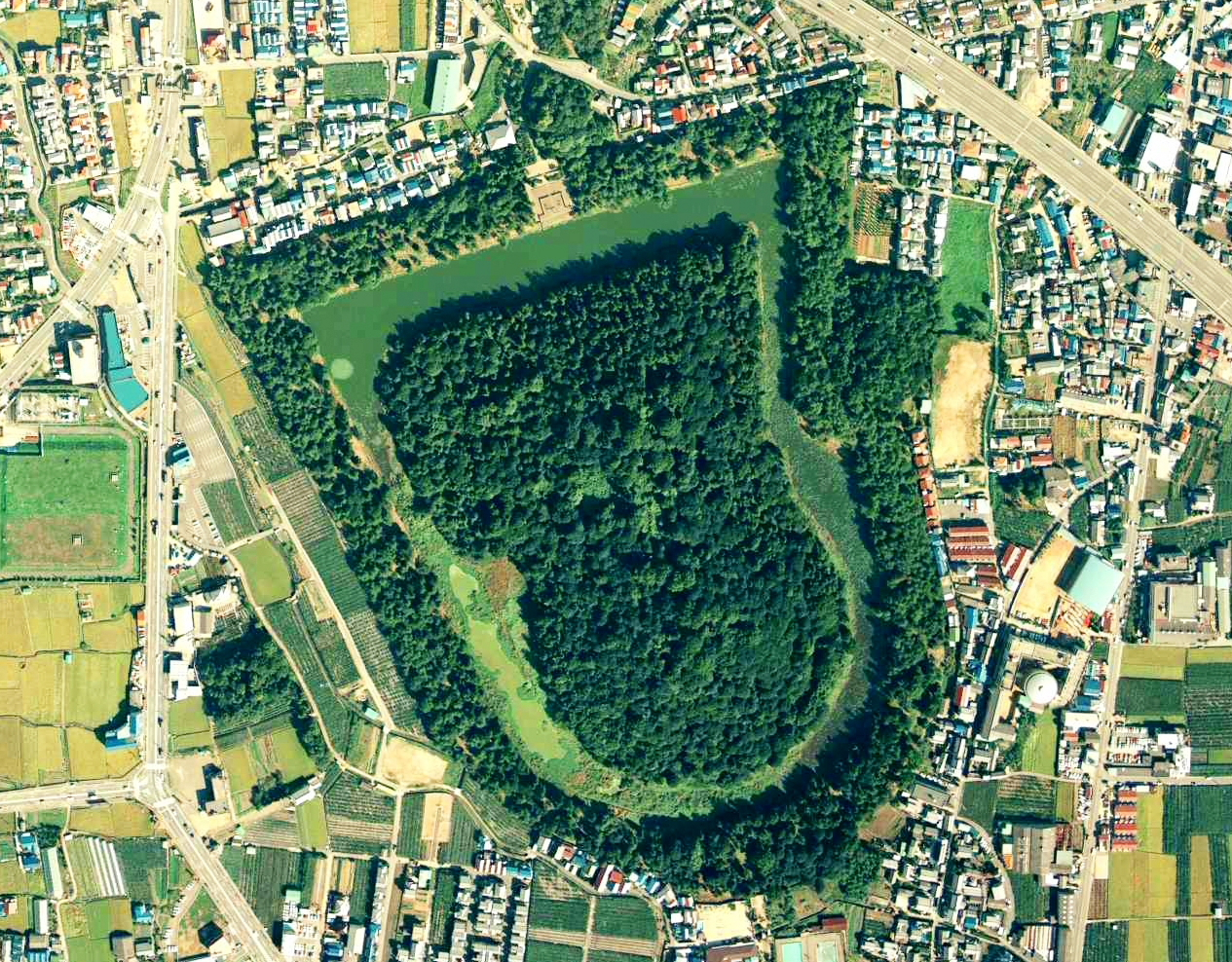
Курган Конда-Ґобьояма

Курган Конда-Ґобьояма (яп. 誉田御廟山古墳, こんだごびょうやまこふん, конда-ґобьояма кофун) — японський курган в районі Конда міста Хабікіно, Осака. Другий найбільший кофун у формі замкової щілини з круглим отвором в Японії. Довжина — 425 м. Висота — 36 м. Датується першою половиною 5 століття. Вважається гробницею Імператора Одзіна. Перебуває під охороною Управління Імператорського двору Японії. Вхід на територію кургану, а також проведення досліджень заборонені. Державна пам'ятка історії та культури. Інша назва — Курган-гробниця Одзіна (яп. 応神陵古墳, おうじんりょうこふん, одзін-рьо кофун).